# Linny hoo
Linny Hoo est une chanson à succès de Giddes Chalamanda, chanteur malawite né en 1930, qui lui donne une notoriété internationale via les réseaux sociaux tels TikTok et YouTube.

## Origines et inspirations

### Origines
Chalamanda, qui se produit depuis plus de 70 ans, a enregistré pour la première fois la chanson Linny, une ode à l'une de ses filles, en 2000.
Chantées en Chewa, l'une des langues les plus parlées du Malawi, les paroles de Linny Hoo sont un mélange des paroles de la chanson originale, dans laquelle Chalamanda chante à propos d'une "fille sage" nommée Linny, puis progresse. Avec Namadingo, le tournage de plus de 8 minutes touche de manière ludique à tout : les vieux succès de Chalamanda, le mariage de Namadingo et l'immigration en Amérique.

## Reprises et collaborations et notoriété
Le single enregistre 80 millions de vues sur le réseau social TikTok et sept millions supplémentaires sur YouTube. Plusieurs mash-ups et remixes sont créés s'appuyant sur ce single.
À 92 ans, Giddes Chalamanda ignorait qu'il était devenu une star des médias sociaux. Il déclare : 

« Ils viennent me montrer les vidéos sur leurs téléphones, mais je n'ai aucune idée de comment ça marche", a-t-il déclaré à l'AFP. "Mais j'aime le fait que les gens s'amusent et que mon talent reçoive la bonne attention. »

### Notoriété
En 2020, l'artiste gospel Patience Namadingo l'a approché pour enregistrer un remix reggae intitulé Linny Hoo. Sur TikTok, des amateurs reprennent sa chanson.

### Vidéo-clip
La vidéo en noir et blanc montre un Chalamanda souriant aux dents écartées qui brouille et syntonise avec Namadingo sous un arbre à l'extérieur de sa maison, sous le regard d'un groupe de voisins.
La vidéo est rapidement devenue virale sur YouTube, puis a atterri sur TikTok où elle est devenue à la mode avec des utilisateurs créant leurs propres remixes dans le cadre d'un #LinnyHooChallenge.
Davis Njobvu, musicien et collaborateur de longue date, a déclaré à l'AFP :

« Quand sa musique commence à jouer dans un club ou lors d'un festival, tout le monde a envie de danser. C'est tellement attirant. »

"Le fait qu'il soit là depuis assez longtemps pour travailler avec les jeunes est spécial.".

## Articles liés
- Giddes Chalamanda
- Ide Were Were